# Euclystis
Euclystis är ett släkte av fjärilar. Euclystis ingår i familjen nattflyn.

## Bildgalleri

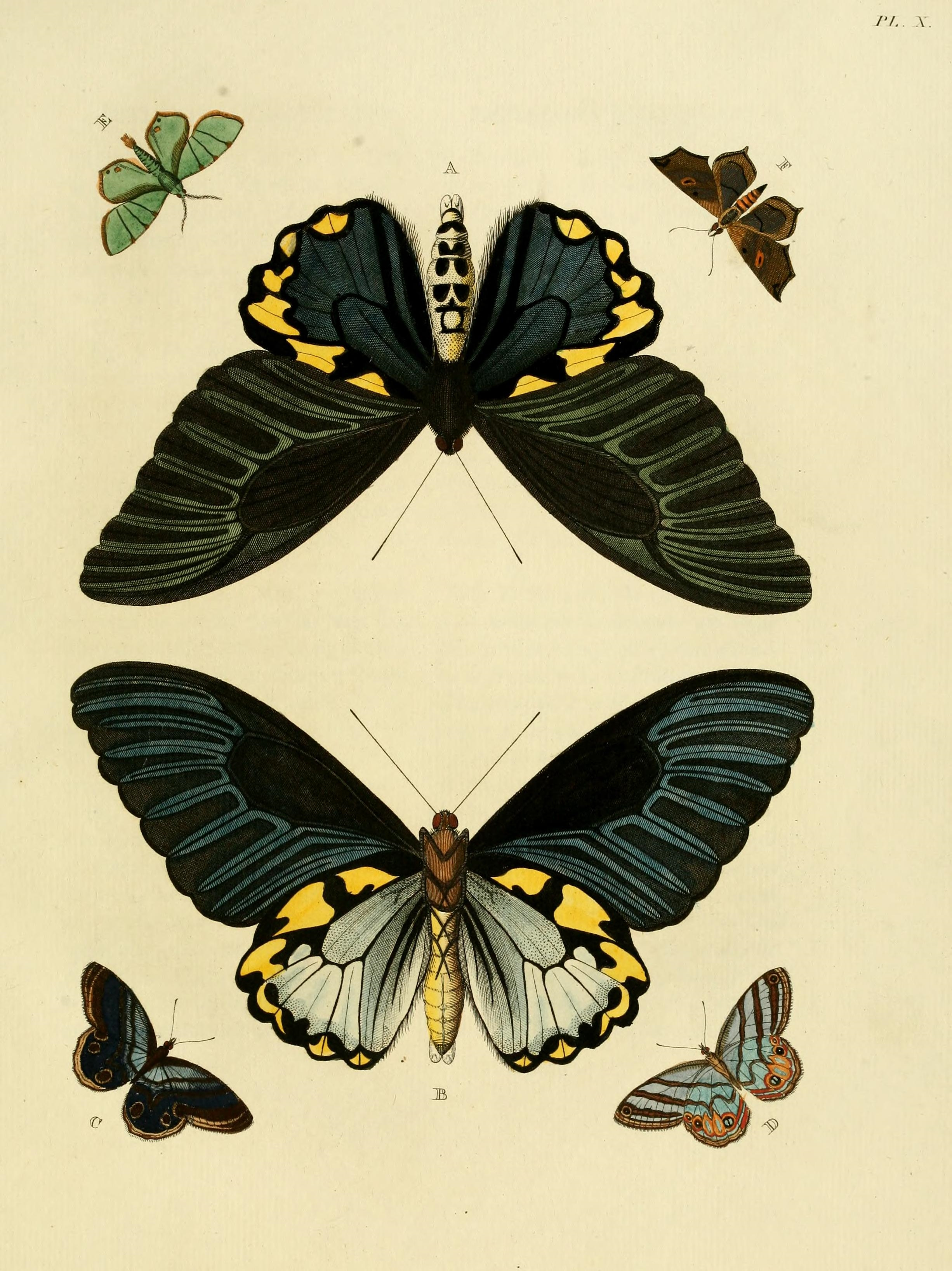
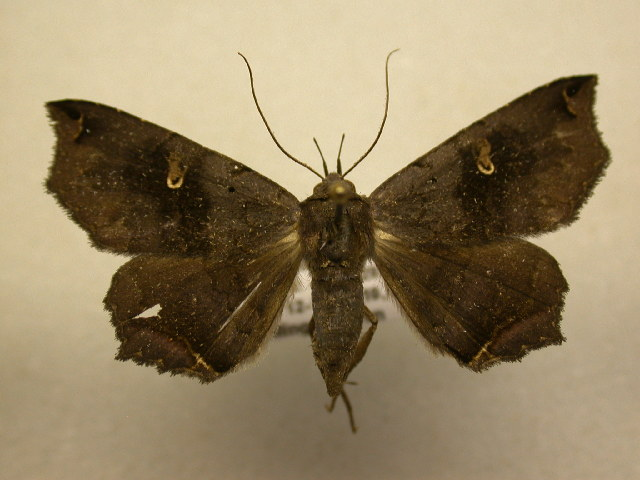

## Dottertaxa tillEuclystis, i alfabetisk ordning[1]
- Euclystis agava
- Euclystis ageta
- Euclystis angularis
- Euclystis antecedens
- Euclystis bendina
- Euclystis cayuga
- Euclystis centurialis
- Euclystis consurgens
- Euclystis deterrima
- Euclystis diascia
- Euclystis epidromiaelineata
- Euclystis epulea
- Euclystis facunda
- Euclystis fulica
- Euclystis fuscata
- Euclystis fuscicilia
- Euclystis ghilianii
- Euclystis gorge
- Euclystis gradivus
- Euclystis gregalis
- Euclystis guérini
- Euclystis homopteroides
- Euclystis inconstans
- Euclystis insana
- Euclystis intacta
- Euclystis invidiosa
- Euclystis iolas
- Euclystis isoa
- Euclystis labecia
- Euclystis lacaena
- Euclystis laceroides
- Euclystis lala
- Euclystis laloides
- Euclystis laluma
- Euclystis lampetia
- Euclystis manto
- Euclystis masgaba
- Euclystis maxima
- Euclystis metagona
- Euclystis mnyra
- Euclystis nescia
- Euclystis onusta
- Euclystis perplexa
- Euclystis pestilens
- Euclystis planitis
- Euclystis plusioides
- Euclystis polioperas
- Euclystis polyoperas
- Euclystis postponens
- Euclystis proba
- Euclystis recurva
- Euclystis rubricosa
- Euclystis sublignaris
- Euclystis sublineata
- Euclystis subtremula
- Euclystis sytis
- Euclystis turbulenta
- Euclystis ustipennis
- Euclystis vulgaris